# Priceasnă
Priceasna este o cântare executată la slujba liturghiei ortodoxe și greco-catolice, în timpul împărtășirii preotului sau, prin generalizare, a credincioșilor. Mai poartă numele de cântare mănăstirească.
Sunt cântate cu precădere în bisericile parohiale de către credincioși, iar în ultimul timp au devenit parte a repertoriului multor artiști populari consacrați care au depus eforturi considerabile pentru culegerea, adaptarea și păstrarea lor.
Textele pricesnelor mai vechi provin din poezii populare cu autori anonimi, iar celor mai noi din poezii religioase cărora, de regulă, li se cunosc autorii.

## Pricesne mai cunoscute
- Pentru Tine, Doamne... (versuri autor anonim)
- Pe Tine Te lăudăm (versuri autor anonim)
- La ușa milostivirii (versuri Sfântul Ioan Iacob Hozevitul)
- Un cântec preadulce (versuri Iosif Trifa)
- Veniți creștini la rugăciune
- Maică pururea Fecioară
- Ce folos
- A bătut la ușa ta cineva
- Cruce Sfântă părăsită
- Tainica grădină
- Sub o salcie pletoasă
- Jos, sub crucea răsturnată
- Iisuse-al meu, prieten drag
- Lacrimi mari îmi curg pe față
- Mamă, știi tu oare mamă datoria ta?
- Blândul Păstor (versuri Traian Dorz)
- Învață de la toate(versuri autor neelucidat, lirica norvegiană sau posibil Traian Dorz)
- Privește-ți sufletul, creștine!(versuri autor anonim)